# 一生ポリケロ
一生ポリケロ（いっしょうポリケロ）とは、2012年4月8日から2016年5月29日までラジオ大阪にて放送されていたラジオ番組（アニラジに分類される）である。
ここでは、1994年4月から2012年3月まで文化放送→ラジオ大阪で放送されていた以前のシリーズについても取り上げる。

## 概要
脚本家・作家のあかほりさとると声優の水谷優子がパーソナリティを務めた番組であり、前身番組を含めると10年以上に及んだ。
ちなみに「ポリケロ」とは、あかほりのニックネーム「ポリリン」と、水谷の番組内ニックネーム「ケロリン」からきている。

## 水谷の急逝と突然のシリーズ終了
2016年5月17日に水谷が乳癌のため死去したことに伴い、5月22日（21日深夜）の放送は追悼番組となった。水谷あってこその『ポリケロ』であり、彼女なしでの放送継続はできないとのあかほりの意思から、後任を置かずに5月29日（28日深夜）をもって番組は終了。最終回であかほりはパーソナリティの卒業を宣言、「優子ちゃんがいなくなったら自分は裏方に戻ろうと決めた」と述べている。これにより、1994年の『あかほりさとる劇場 爆れつハンター』以来続いてきたあかほりさとるの冠番組『ポリケロシリーズ』は、累計22年2か月でその歴史に幕を下ろした。

## 放送時間
ラジオ大阪
- 2012年4月8日（4月7日深夜） - 2016年5月29日（5月28日深夜）
  - 毎週日曜日 0:30 - 1:00（毎週土曜日深夜）

音泉
- 2012年4月9日 - 2016年5月30日
  - 毎週月曜日更新
- 2017年5月22日 復活放送
  - 開場:18:57 開演:19:00

## パーソナリティ
- あかほりさとる
- 水谷優子

## シリーズの変遷

### 文化放送制作
あかほりさとる劇場 爆れつハンター
文化放送の制作で1994年4月-10月に放送。あかほり・水谷コンビによる初のラジオ番組。前半にDJ、後半に『爆れつハンター』のラジオドラマを放送。ちなみに当時水谷は、同作品にて「ショコラ・ミス」役を演じていた。
| 文化放送 金曜25:00-25:30枠        | 文化放送 金曜25:00-25:30枠                                  | 文化放送 金曜25:00-25:30枠                                     |
| 前番組                            | 番組名                                                      | 次番組                                                         |
| --------------------------------- | ----------------------------------------------------------- | -------------------------------------------------------------- |
| 大学受験ラジオ講座 ※24:30 - 25:30 | あかほりさとる劇場 爆れつハンター （1994年4月15日-10月7日） | ロードス島戦記～風と炎の魔神～ （1994年10月14日-1995年4月7日） |

ポリケロののわぁんちゃってSAY YOU!
文化放送の制作で1994年10月より2003年3月まで放送。開始当初は文化放送日曜ナイターオフ枠で日曜日夜8時 - 8時30分。1995年4月15日以降は長きに渡り土曜日深夜0時30分 - 1時で放送していた。
当初はまんがの森が単独スポンサーであり、正式タイトルは『まんがの森シアター あかほりさとる のわぁんちゃってSAY YOU!』（のちに『まんがの森シアター ポリケロののわぁんちゃってSAY YOU!』に改題）だった。ちなみに当時、番組公開録音応募の際には同店で買い物をして番組宛ての往復はがきに店名スタンプを押してもらうという企画があった。
まんがの森降板後は単に『ポリケロののわぁんちゃってSAY YOU!』となり、東放学園を筆頭とした複数社スポンサー構成となった（角川グループ、キングレコード（スターチャイルド）など）。
放送当時、「のわぁんちゃってクエスチョン」というコーナーがあり、「U.S.Final Battle」をBGMにあかほりがゲストに次々と質問をしていた。中には『笑福亭鶴光のオールナイトニッポン』（ニッポン放送系）の一コーナーを彷彿させる下ネタ的内容もあり、ゲストで来る声優（男性・女性問わず）やイラスト作家･漫画家などに対して「今日のパンツの色は？」とあかほりが質問していた。
また、『セイバーマリオネット』や『爆れつハンター』などのラジオドラマを放送したほか、1995年と1996年の両年末には、「A&G特番」の生放送のメインパーソナリティを担当したこともあった。
2003年3月に終了。文化放送の後番組は『ラジオ・アニメロミックス』。
『一生ポリケロ』最終回のエンディングには当番組のオープニング・エンディングで使用されていたBGMが流れ、長きに渡るポリケロシリーズを締めくくった。
| 文化放送 土曜24:30 - 25:00                                                  | 文化放送 土曜24:30 - 25:00                                     | 文化放送 土曜24:30 - 25:00                                        |
| 前番組                                                                      | 番組名                                                         | 次番組                                                            |
| --------------------------------------------------------------------------- | -------------------------------------------------------------- | ----------------------------------------------------------------- |
| 大学受験生ナマワイド「Jランド」 （1994年4月9日-1995年4月1日） 23:00 - 26:00 | ポリケロののわぁんちゃってSAY YOU! （1995年4月15日-2003年3月） | RADIOアニメロミックス （2003年4月5日 - 2015年9月26日）            |
| BSQR489 金曜21:30 - 22:00                                                   |                                                                |                                                                   |
| 開局前                                                                      | ポリケロののわぁんちゃってSAY YOU! （2000年12月-2002年3月）    | 智一・美樹のラジオビッグバン （2002年4月〜2004年3月） 21:00-22:00 |
| BSQR489 火曜20:30 - 21:00                                                   |                                                                |                                                                   |
| Haruna Eyed View （2000年12月-2002年3月） 20:00-21:00                       | ポリケロののわぁんちゃってSAY YOU! （2002年4月-2003年3月）     | 放送無し                                                          |

### ラジオ大阪制作
ポリケロかしまし
文化放送からラジオ大阪へ制作局を移動して始まったあかほりさとる冠のラジオ番組。2003年10月から2005年03月まで放送。ラジオ大阪では木曜24：30 - 、文化放送では木曜25：30 - に放送された。
開始当初は『かしまし 〜ガール・ミーツ・ガール〜』の宣伝番組を兼ねてスタートしたが、結局あかほりが別の作品（『らぶげ』と『外道乙女隊』のTVアニメ作品）を優先してアニメ化する方向へ行ったため頓挫した。
文化放送でもネットされていたが、放送時間の件で『アニプレックスアワー <ハガレン放送局>』と交換する事態となった。
| ラジオ大阪 木曜24:30 - 25:00                | ラジオ大阪 木曜24:30 - 25:00 | ラジオ大阪 木曜24:30 - 25:00 |
| 前番組                                      | 番組名                       | 次番組                       |
| ------------------------------------------- | ---------------------------- | ---------------------------- |
| 豊嶋真千子・岩田光央 アスパラFUN!!          | ポリケロかしまし             | ポリケロいろいろ             |
| 文化放送 木曜25:30 - 26:00                  |                              |                              |
| 岩田光央・鈴村健一 スウィートイグニッション | ポリケロかしまし             | ハガレン放送局               |

ポリケロいろいろ
2005年4月から2009年まで放送。ラジオ大阪で木曜24：30 - 、文化放送では金曜日26：30 - に放送された。文化放送は2005年9月29日の放送で打ち切りとなり、ラジオ日本へ移動して放送。音泉では2005年10月12日より配信開始。
| 文化放送 金曜26:30 - 27:00 | 文化放送 金曜26:30 - 27:00                        | 文化放送 金曜26:30 - 27:00 |
| 前番組                     | 番組名                                            | 次番組                     |
| -------------------------- | ------------------------------------------------- | -------------------------- |
| エンジェルLOVE             | ポリケロいろいろ （ハガレン放送局との放送枠併用） | アクターズゲイト2+81       |

ポリケロこんじゃく
2009年4月から2012年3月まで放送。ラジオ大阪で毎週土曜日24：30〜、音泉では毎週月曜日に更新された。ラジオ日本では2009年4月から12月まで毎週月曜日26:30〜に放送された。

## かつて放送されていた局
- 文化放送
- ラジオ日本 - 毎週月曜日26:30 - 27:00 2009年12月まで

## 復活放送
2017年5月22日に『一生ポリケロ』が1年ぶりにニコニコ生放送の「音泉チャンネル」にて一夜だけの復活。共演は桑原由気とやまけん。
「しんみりな放送にはしません！ 外道で乗り切ります」とのこと。